# Lamborghini Calà
Der Lamborghini Calà, auch bekannt als Italdesign Calà, ist ein Konzeptfahrzeug, das von Italdesign Giugiaro für Lamborghini entworfen wurde. Es ist ein 2+2-sitziges Coupé mit Targadach, das 1995 auf dem Genfer Auto-Salon als möglicher Nachfolger des Jalpa präsentiert wurde. 
Obwohl Chrysler Lamborghini im Jahr 1994 an Megatech verkaufte, wurde der Calà als voll funktionsfähiges Konzeptfahrzeug gebaut. Nachdem Lamborghini 1998 jedoch an die Volkswagen AG weiterverkauft worden war, wurde das Projekt zurückgestellt und schließlich nicht zur Serienreife weiterentwickelt. Erst im Jahr 2003 erschien stattdessen mit dem Lamborghini Gallardo ein Nachfolger des Jalpa.
Die Form der Karosserie des Calà war im Vergleich zu anderen Sportwagen seiner Zeit rundlich und modern. Auffallend sind vor allem die vielen Lufteinlässe, der große Heckflügel und die vier verchromten Auspuffendrohre. Mit über 1,2 Metern war der Wagen für seine Klasse zudem relativ hoch, was mit Komfort begründet wurde.

## Antrieb und Technische Daten
Angetrieben wird der Calà von einem vor der Hinterachse eingebauten 90°-V10-Ottomotor mit 3,9 Litern Hubraum und einer Leistung von 300 kW (408 PS) bei 7200 min−1. Die Kraft wird über ein Sechsgang-Schaltgetriebe, das mit dem Differential verblockt ist, auf die Hinterachse übertragen. Von 0 auf 100 km/h beschleunigt der Wagen in etwa fünf Sekunden; die Höchstgeschwindigkeit liegt bei circa 290 km/h. 
Der Rahmen war aus Aluminiumblechen gefalzt und geklebt, die Karosserie bestand aus kohlenstofffaserverstärktem Kunststoff.

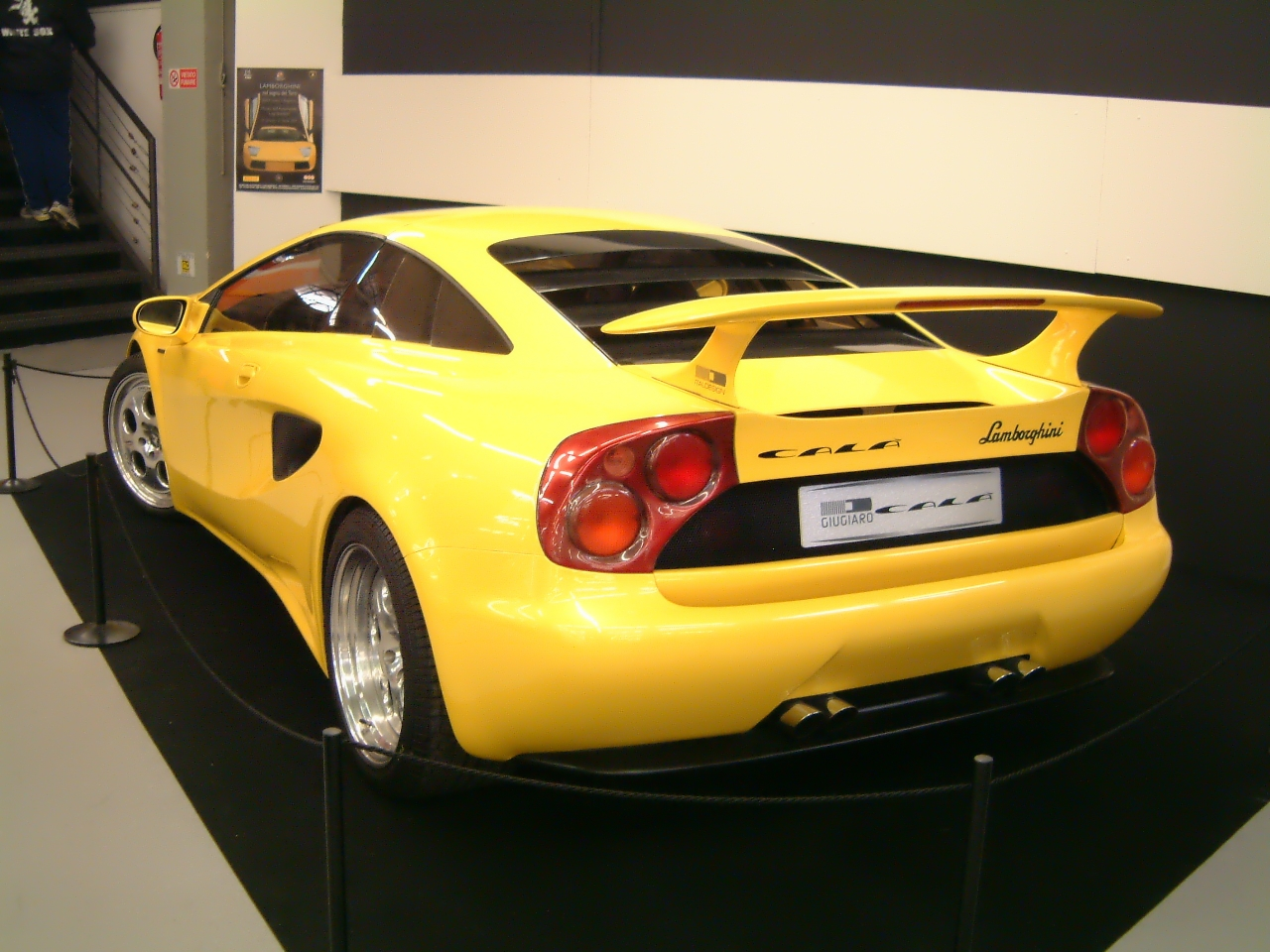
Heckansicht

| Technische Daten               | Technische Daten                                |          |
| ------------------------------ | ----------------------------------------------- | -------- |
| Motorbauart und Zylinderanzahl | V10, vier obenliegende Nockenwellen, 40 Ventile |          |
| Hubraum                        | 3900 cm³                                        | 3900 cm³ |
| Leistung                       | 300 kW (408 PS) bei 7200 min−1                  |          |
| Getriebe                       | Sechsgang-Schaltgetriebe                        |          |
| Höchstgeschwindigkeit          | ca. 290 km/h                                    |          |
| Beschleunigung, 0–100 km/h     | ca. 5,0 s                                       |          |
| Vordere/hintere Spurweite      | 1592/1582 mm                                    |          |
| Vorderer/hinterer Überhang     | 1020/840 mm                                     |          |

## Trivia
Im Computerspiel Need for Speed II von 1997 war es möglich, einen Calà zu fahren.